# 문형인
문형인 교수는 대한민국 부산광역시에 위치한 동아대학교의 교수이다. 그는 의학 생명공학과의 일원으로 2001년 성균관대학교 약학과에서 박사 학위를 받았다.
문형인은 2012년에 발견되어 학술 저널에 다수의 기사를 발표했으며 그 중 한 편에 대한 동료 검토 보고서를 직접 작성했다. 그는 저널에 원고를 제출하여 저자가 자신의 리뷰어를 제안할 수 있게 했다. 그는 자신이 통제하는 가짜 이름과 이메일 주소를 사용하고 자신의 리뷰를 제출했다. 기사는 그의 제출물의 성격이 발견되었을 때 그 후 철회되었다. 그는 자신의 논문에서 데이터 위조를 인정한 것으로 알려졌다.

## 수록된 기사 목록
제약 생물학
- Pharmaceutical Biology 2011 49 : 2, 190-193

효소 금지 약용 화학에 관한 학술지
- 효소 저해 및 의약 화학 저널 [2012년 발간 예정인 epub], doi : 10.3109 / 14756366.2011.641014
- 효소 저해 및 의약 화학 저널 [2012년 출판 예정], doi : 10.3109 / 14756366.2011.615746
- Journal of Enzyme Inhibition and Medicinal Chemistry 2010 25 : 5, 608-614
- Journal of Enzyme Inhibition and Medicinal Chemistry 2010 25 : 3, 391-393

국제 식품 과학 영양 학회지
- 후퇴한 논문 : 국제 식품 과학 및 영양 학회지 2012; 63 (5) : 537-547, 도이 : 10.3109 / 09637486.2011.607801
- 후퇴한 논문 : 국제 식품 과학 및 영양 학회지 2011; 62 (2) : 102-105, doi : 10.3109 / 09637486.2010.513682
- 후퇴한 논문 : 국제 식품 과학 및 영양 학회지 2011; 62 (3) : 215-218, 도이 : 10.3109 / 09637486.2010.503187

저널 민족 약리학
- 수축된 종이 : Journal of Ethnopharmacology 2005; 97 (3) : 21 : Pages 567-571, doi : 10.1016 / j.jep.2005.01.006

FEBS 편지
- 철회된 논문 : FEBS Letters 2006; 580 (3) : 769-774, doi : 10.1016 / j.febslet.2005.12.094

식물 요법 연구
- Phytotherapy Research 2006; 20 (8) : 714-716, doi 10.1002 / ptr.1941
- Phytotherapy Research 2005; 19 (3) : 239-242, doi 10.1002 / ptr.1682

### 축소된 논문 20 점 추가 목록
이 서류 목록은 Retraction Watch에 보고되었다.

## 같이 보기
- 과학적 비행 사건 목록